# Дая (Сібіу)
Дая (рум. Daia) — село у повіті Сібіу в Румунії. Входить до складу комуни Рошія.
Село розташоване на відстані 207 км на північний захід від Бухареста, 11 км на схід від Сібіу, 120 км на південний схід від Клуж-Напоки, 104 км на захід від Брашова.

## Населення
За даними перепису населення 2002 року у селі проживали 770 осіб.
Національний склад населення села:
| Національність | Кількість осіб | Відсоток |
| -------------- | -------------- | -------- |
| румуни         | 758            | 98,4%    |
| німці          | 10             | 1,3%     |

Рідною мовою назвали:
| Мова      | Кількість осіб | Відсоток |
| --------- | -------------- | -------- |
| румунська | 761            | 98,8%    |
| німецька  | 7              | 0,9%     |